# 比拉诺瓦达尔科莱亚
比拉诺瓦达尔科莱亚，是西班牙瓦伦西亚自治区卡斯特利翁省的一个市镇。总面积68平方公里，总人口640人（2001年），人口密度9人/平方公里。

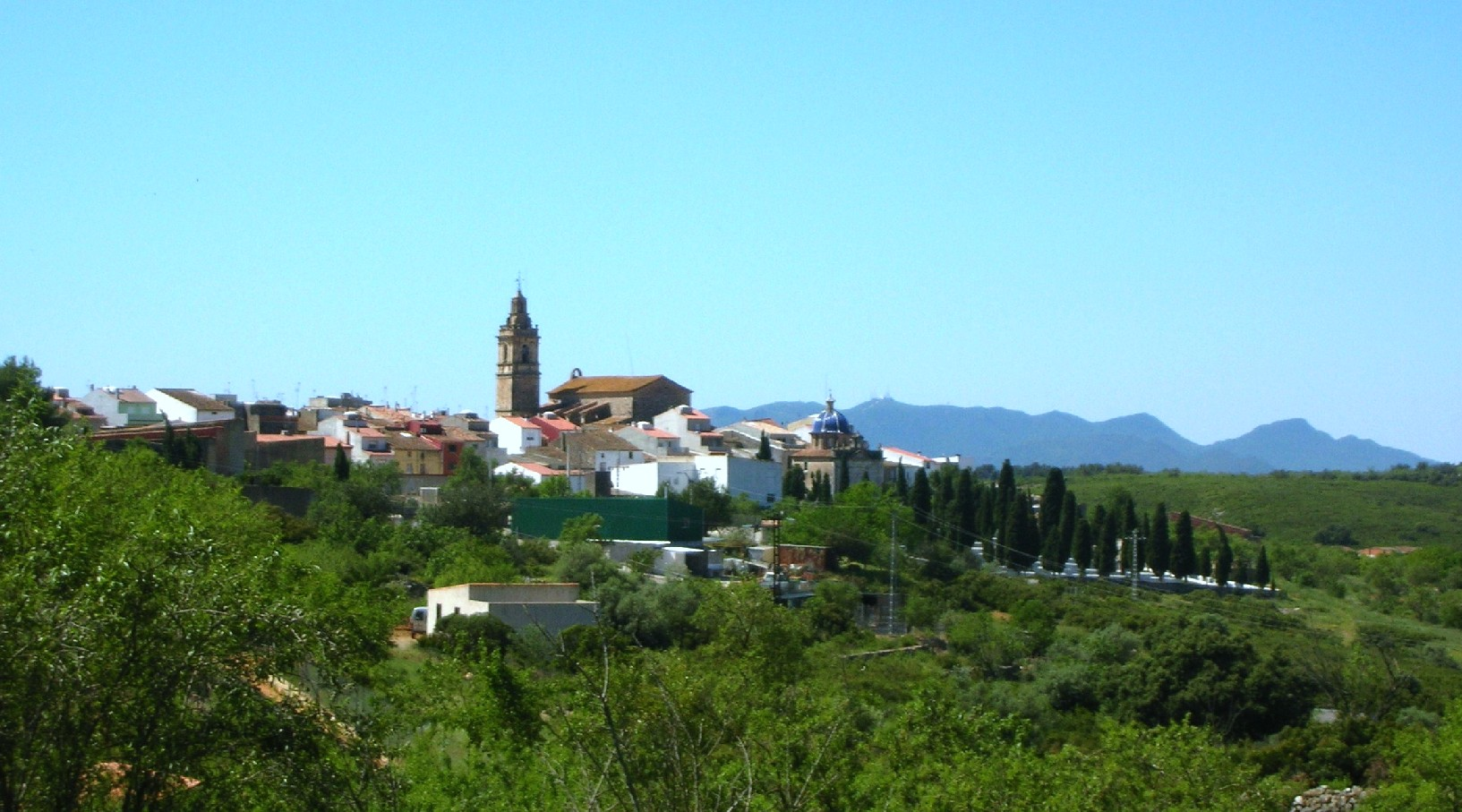
View of Vilanova d'Alcolea town with Desert de les Palmes mountain range in the background.